# Karl Kraus (Geodät)
Karl Wilhelm Kraus (* 23. April 1939; † 5. April 2006 in Berlin) war ein deutsch-österreichischer Geodät, Hochschullehrer und langjähriger Institutsvorstand für Photogrammetrie an der TU Wien.

## Leben und Wirken
Kraus studierte Geodäsie an der TU München und wirkte später als Dozent an der Universität Stuttgart. Von dort erhielt er in den 1970ern einen Ruf an die TU Wien als Nachfolger von Karl Neumaier. Hier initiierte er eine Reihe neuer Forschungsprojekte – u. a. zur Thematik digitale Geländemodelle, für Programmsysteme zur Blockausgleichung, zur Geoinformatik und zur Unfallfotogrammetrie.
Kraus verfasste mehrbändige Lehrbücher für Fotogrammetrie und für Fernerkundung und war ein beliebter Hochschullehrer, an dessen Institut ein fast familiäres Arbeitsklima herrschte. Er ermutigte viele seiner Diplomanden zu einer Dissertation und begann dementsprechend auch verschiedene Kooperationen mit der Ziviltechnik und Wirtschaft.
Von 1987 bis 1989 fungierte Kraus als Rektor der TU Wien. Er starb im April 2006 überraschend bei einer Tagung in Berlin an Herzversagen. Er wurde am Lainzer Friedhof in Wien bestattet. Er hinterließ eine Gattin und erwachsene Kinder.

## Schriften (Auswahl)
- Photogrammetry. Geometry from images and laser scans. Translated by Ian Harley and Stephen Kyle. 2. Auflage. De Gruyter, Berlin / New York (NY) 2007, ISBN 978-3-11-019007-6.
- Photogrammetry (Volume 2). Advanced Methods and Applications. With contributions by Josef Jansa and Helmut Kager. Translated by Peter Stewardson. 4. Auflage. Dümmler, Bonn 1997, ISBN 3-427-78694-3.
- Photogrammetrie. Deutsche Ausgabe in 3 Bänden.
  - Band 1: Geometrische Informationen aus Photographien und Laserscanneraufnahmen. 7., vollst. bearb. und erw. Auflage. De Gruyter, Berlin 2004, ISBN 3-11-017708-0.
  - Band 2: Verfeinerte Methoden und Anwendungen. Mit Beiträgen von Josef Jansa und Helmut Kager. 3., völlig neue und erw. Auflage. Dümmler, Bonn 1996, ISBN 3-427-78653-6.
  - Band 3: Topographische Informationssysteme. Dümmler, Bonn 2000, ISBN 3-427-78751-6.
- Fernerkundung. Deutsche Ausgabe in zwei Bänden.
  - Band 1: Physikalische Grundlagen und Aufnahmetechniken. Von Karl Kraus und Werner Schneider. Dümmler, Bonn 1988. ISBN 3-427-78661-7
  - Band 2: Auswertung photographischer und digitaler Bilder. Mit Beiträgen von Josef Jansa und Werner Schneider. Dümmler, Bonn 1988. ISBN 3-427-78671-4

## Ehrungen und Auszeichnungen
- 1990: Ehrendoktor der TU Budapest
- 1990: Wilhelm-Exner-Medaille
- Karl-Kraus-Nachwuchsförderpreis 2008 für Photogrammetrie, Fernerkundung und Geoinformation. Gemeinsamer Preis der DGPF, OVG und SGPBF.[3]
- Die International Society for Photogrammetry and Remote Sensing verleiht seit 2010 alle vier Jahre die Karl Kraus Medal an die Autoren exzellenter Lehrbücher auf den Gebieten der Photogrammetrie, Fernerkundung und Räumlicher Informationswissenschaften.[4]
- 2016 benannte das UK Antarctic Place-Names Committee den Kraus-Gletscher auf der westantarktischen Anvers-Insel nach ihm.[5][6]